# Cacia suturefasciata
Cacia suturefasciata är en skalbaggsart som beskrevs av Stefan von Breuning 1947. Cacia suturefasciata ingår i släktet Cacia och familjen långhorningar. Inga underarter finns listade.